# Belaïa (Kouban)
Pour les articles homonymes, voir Belaïa.
La rivière Belaïa (en russe : Белая ; en Шъхьагуащэ ady ou encore Valaïa en abzakh, variété d’adyguéen) est un cours d'eau de Russie et un affluent gauche du Kouban.
Elle coule dans la république d’Adyguée et le kraï de Krasnodar. C’est un affluent de la rive gauche du Kouban, qu’elle rejoint dans le lac du barrage de Krasnodar. La rivière fait 265 km de long, drainant un bassin de 5 990 km2. Ses sources sont dans le Caucase. Dans son cours supérieur, c’est un torrent de montagne, qui s’écoule dans des gorges profondes, puis qui devient une rivière de plaine.
Ses principaux affluents sont, à partir de la source, la Kisha (droite), Dakh (droite), Kurdzhips (gauche) et la Pshekha (gauche). Les principales villes installées sur son cours sont Maïkop et Belorechensk, qui tire son nom de la Belaïa.
Jusqu’aux guerres russo-circassiennes, la tribu tcherkesse des Abzakhs vivait dans sa vallée.